# Пјовене Рокете (Виченца)
Пјовене Рокете (итал. Piovene Rocchette) је насеље у Италији у округу Виченца, региону Венето.
Према процени из 2011. у насељу је живело 8069 становника. Насеље се налази на надморској висини од 253 м.

## Становништво
Према резултатима пописа становништва 2011. у општини је живело 8.295 становника.
| 1931. | 1936. | 1951. | 1961. | 1971. | 1981. | 1991. | 2001. | 2011. |
| ----- | ----- | ----- | ----- | ----- | ----- | ----- | ----- | ----- |
| 4.046 | 4.489 | 5.250 | 5.998 | 6.691 | 7.705 | 7.557 | 7.723 | 8.295 |